# Bahrein himnusza
Bahrein himnusza, a Bahrainona (arabul: نشيد البحرين الوطني, jelentése: a mi Bahreinünk). Két különböző verzió létezik ugyanarra a dallamra, más szöveggel. Az első, mely Bahrein 1971-es függetlenségekor született, 2002-ig volt használatos. A második azóta van használatban, amióta az ország uralkodója, Hamad bin Isa Al Khalifa önmagát királynak, országát királyságnak nyilvánította. Az eredeti szöveget Muhammad Szudki Ajjász (1925 – 2000) írta. A dallam zeneszerzője ismeretlen, bár a zenét Ahmed Al-Jumairi énekes és zeneszerző később átalakította.

## Arab szöveg
بحريننا
مليكنا
رمز الوئام
دستورها عالي المكانة و المقام
ميثاقها نهج الشريعة و العروبة و القيم
عاشت مملكة البحرين
بلد الكرام
مهد السهلام
دستورها عالي المكانة و المقام
ميثاقها نهج الشريعة و العروبة و القيم
عاشت مملكة البحرين

## Klasszikus kiejtése
Bahrainuná,
Malíkuná,
Ramzu l-vi'ám,
Dusztúruhá aalí l-makánati va l-makám;
Míszákuhá nahdzsu s-saría va l-urúbati va l-kijám,
Aasat mamlakatu l-Bahrain!
Baladu l-karám,
Mahdu sz-szalám,
Dusztúruhá aalí l-makánati va l-makám
Míszákuhá nahdzsu s-saríati va l-urúbati va l-kijámi,
Aasat mamlakatu l-Bahrain!